# Pier Paolo D'Attorre
Pier Paolo D'Attorre (Reggio Emilia, 28 novembre 1951 – Ravenna, 27 aprile 1997) è stato uno storico e politico italiano.

## Biografia
Si laurea all'Università di Bologna nel 1976 con una tesi su: "Agrari e fascismo. La formazione del regime reazionario di massa: Bologna negli anni '20". Diventerà ricercatore per quella Università (1985) e successivamente docente. Direttore della Fondazione Gramsci Emilia-Romagna e promotore della rivista "I viaggi di Erodoto".  
Il 6 giugno 1993 viene eletto sindaco di Ravenna grazie al voto di 48.711 elettori su 87.109 (55,92%). D'Attorre è il primo Sindaco di Ravenna eletto con la nuova legge per l’elezione diretta, entrata in vigore nel marzo dello stesso anno. 
Fortemente voluta dal Sindaco D'Attorre, in collaborazione con la Soprintendenza per i Beni Ambientali e Architettonici e l'Archidiocesi, l'iscrizione di Ravenna nella World Heritage List dell'Unesco, sancita formalmente il 7 dicembre 1996. Otto monumenti ravennati (Mausoleo di Galla Placidia, Battistero Neoniano, S. Apollinare Nuovo, Battistero degli Ariani, Cappella Arcivescovile, Mausoleo di Teodorico, Basilica di S. Vitale e S. Apollinare in Classe) diventano così Patrimonio dell'Umanità. 
Il 27 dicembre 1994, su proposta del Ministro dell'Interno, il Presidente della Repubblica, Oscar Luigi Scalfaro, gli conferisce l'onorificenza di Commendatore dell'ordine al Merito della Repubblica Italiana. 
Morì all'età di 45 anni il 27 aprile 1997, proprio alla scadenza del mandato di sindaco.
In una lettera al padre Piero, datata 17 ottobre 1998, Enzo Collotti scrive di Pier Paolo D'Attorre: «la sua spiccata attitudine alla ricerca era in permanente tensione con la sua vocazione politica, che ne fece sempre un militante politico, in cui passione e intelligenza si declinavano alla ricerca di un equilibrio non sempre facile da stabilire. Non era un intellettuale prestato alla politica, uno sdoppiamento per lui impossibile, cercava piuttosto di fare convivere le sue due anime e di conferire alla politica una qualità e una dignità al di fuori della routine o di una visione riduttiva del piccolo cabotaggio giorno per giorno. Ero convinto che sarebbe stato un ottimo sindaco, soprattutto che in questo ufficio avrebbe fatto valere quella sintesi di interessi politici e di capacità culturali che era stato l'obiettivo costante della sua esistenza».

### Libri e pubblicazioni di Pier Paolo D'Attorre
- L'evoluzione storica dell'emigrazione attraverso alcune analisi del movimento operaio, in Affari sociali internazionali, 1974, 1/2, pp. 111–43;
- I braccianti del ravennate durante il fascismo. Note preliminari, in Le campagne ravennati e la Resistenza, a cura dell'Istituto storico della Resistenza, Edizioni Girasole, Ravenna 1977, pp. 57–92;
- Strutture rurali e vita contadina, in Quaderni emiliani, 1977, 7, pp. 125–32;
- Unificazione italiana: economia e società, in Il mondo contemporaneo, I, Storia d'Italia, tomo III, a cura di N. Tranfaglia, La Nuova Italia, Firenze 1979, pp. 1350–64;
- Una dimensione periferica. Piccola industria, classe operaia e mercato del lavoro, in Emilia-Romagna (1920-1940), in La classe operaia durante il fascismo, a cura di G. Sapelli, Feltrinelli, Milano 1980; poi ripreso in Piccola industria e classe operaia durante il fascismo, in Storia dell'Emilia-Romagna, a cura di A. Berselli, University Press, Bologna 1980, III, pp. 772–818;
- La ricostruzione in Emilia-Romagna, Pratiche, Parma 1980 (cura);
- I socialisti emiliani nella ricostruzione (1945-1947), ivi, pp. 299–322;
- Guerra fredda e trasformazione delle società occidentali nella storiografia americana, in Italia contemporanea, 1980, 140, pp. 84–103;
- Storia del movimento operaio e storia regionale: il caso emiliano-romagnolo, in Storia del movimento operaio e storia regionale, a cura dell'Istituto Ernesto Ragionieri, Firenze 1981, pp. 75–91;
- Politica e cultura a Ravenna fra le due guerre, in Cultura e vita civile a Ravenna, a cura di D. Domini, University Press, Bologna 1981, pp. 247–85;
- I comunisti in Emilia-Romagna nel secondo dopoguerra: un'ipotesi di lettura, in I comunisti in Emilia-Romagna, Graficoop, Bologna 1981, pp. 7–29;
- The European Recovery Program in Italy: Research Problems, in The Role of the United States in the Reconstruction of Italy and West Germany, 1943-1949, a cura di E. Krippendorf, J. F. Kennedy Institut fur Nord Amerikastudien, Freie Universität, Berlin 1981, pp. 75–101;
- Cultura fascista in provincia, in II pensiero reazionario: politica e cultura dei fascismi, a cura di B. V. Bandini, Longo, Ravenna 1982, pp. 67–100;
- Gli agrari bolognesi dal liberalismo al fascismo, in Bologna 1920. Le origini del fascismo, a cura di L. Casali, Cappelli, Bologna 1982, pp. 115–67;
- Non di solo pane. Gli agrari bolognesi e la battaglia del grano, in Le campagne emiliane in periodo fascista. Materiali e ricerche sulla battaglia del grano, a cura di M. Legnani, D. Preti, G. Rochat, Annali dell'Istituto regionale per la storia della Resistenza, 1982, 2, pp. 203–42;
- Il partito socialista a Ravenna, 1945-1950, in Le giunte popolari nel ravennate. Esperienze democratiche e ricostruzione 1944-1946, a cura dell'Istituto storico della resistenza, Edizioni Girasole, Ravenna 1982, pp. 300–31;
- Bologna. Città e territorio tra 800 e 900, Angeli, Milano 1983 (cura), Introduzione, ivi, pp. 9–51;
- Espansione urbana e questione delle abitazioni a Bologna durante il fascismo, ivi, pp. 197–236;
- Conservatorismo agrario e fascismo negli anni venti: linee di ricerca sull'area padana, in Italia contemporanea, 1983, 151-152, pp. 41–64;
- Ceto padronale e classi lavoratrici. Due situazioni a confronto: Lombardia ed Emilia-Romagna, in Agricoltura e forze sociali in Lombardia nella crisi degli anni trenta, a cura dell'Istituto lombardo per la storia della Resistenza, Angeli, Milano 1983, pp. 107–140;
- Lotte sociali e avvento del fascismo in Emilia-Romagna: una riconsiderazione della storiografia recente, in Francesco Luigi Ferrari a cinquant'anni dalla morte, a cura di G. Campanini, Edizioni di storia e letteratura, Roma 1983, pp. 261–84;
- Aspetti dell'attuazione del piano Marshall in Italia, in Il piano Marshall e l'Europa, a cura di E. Aga Rossi, Istituto dell'Enciclopedia Italiana, Roma 1983, pp. 134–51;
- La governabilità degli Stati Uniti. Mutamenti e continuità nell'America contemporanea, (cura), Milano, Angeli, 1983, Introduzione, ivi, pp. 9–23;
- Anche noi possiamo essere prosperi. Aiuti ERP e politiche della produttività negli anni cinquanta, in Quaderni storici, 1985, 58, pp. 55–93;
- La marcia dei rurali. Associazionismo padronale e rappresentanza politica delle élites agrarie e padane nel novecento, in Centro studi per la storia comparata delle società rurali in età contemporanea, Trasformazioni delle società rurali nei paesi dell'Europa occidentale e mediterranea (XIX e XX secolo), Napoli, Guida 1985, pp. 355–87, poi ripreso in Gli agrari padani: organizzazione degli interessi e rappresentanza politica, in Padania, 1987, pp. 11–40;
- La politica, in Bologna, a cura di R. Zangheri, Laterza, Bari 1986, pp. 63–90;
- Un aspetto del fascismo nelle campagne bolognesi: il sindacato negli anni della grande crisi, in Annali dell'Istituto Alcide Cervi, 1986, 7, pp. 205–39;
- Ricostruzione e aree depresse: il piano Marshall in Sicilia, in Italia contemporanea, 1986, 164, pp. 5–36;
- Archivi d'impresa e storia dell'industria in Emilia-Romagna, in Homo faber. Esperienze e ricerche sul patrimonio industriale, Istituto regionale per i beni culturali, Bologna 1987, ripreso in L'Italia industriale nelle sue regioni: bilancio storiografico, a cura di L. Avagliano, Esi, Napoli 1988, pp. 77–81;
- Geografia. Ambienti economie e società in Europa, Edizioni scolastiche B. Mondadori, Milano 1987;
- I tempi lunghi della modernizzazione. Trasformazioni sociali e identità politiche, P.P. D'Attorre, P.L. Errani, P. Morigi, in «La città del silenzio». Ravenna tra democrazia e fascismo, Angeli, Milano 1988, pp. 23–147;
- Agricoltura e sviluppo economico nell'Europa del Sud, in Italia contemporanea, 1988,171, pp. 101–4;
- Popoli e culture. Stati e sistemi politici, in Ambienti e uomini nel mondo contemporaneo, Edizioni scolastiche B. Mondadori, Milano 1989;
- Storia illustrata di Ravenna (cura), Nea, Milano 1989-90, 4 voll.;
- Il fascismo di Arpinati e Grandi, in Storia illustrata di Bologna, a cura di W. Tega, Aiep, Bologna 1990, IV, pp. 181–200;
- Bologna «imperiale», ivi, pp. 201–20;
- Il mondo e l'Italia dopo la seconda guerra mondiale, in Il mondo in trasformazione. Guida bibliografica alla storia contemporanea, a cura di E. Collotti, Analisi, Bologna 1989, pp. 67–88;
- Il fascismo; Il nazismo; Il New Deal, in Corso di storia. L'età contemporanea, a cura di R. Finzi, Zanichelli, Bologna 1990;
- Il Piano Marshall: politica, economia, relazioni internazionali nella ricostruzione italiana, in L'Italia e la politica di potenza in Europa, 1945-1950, a cura di E. Di Nolfo, R. Rainero, B. Vigezzi, Marzorati, Milano 1990, pp. 497–546;
- Imprenditori e mezzogiorno, in Italia contemporanea, 1990, 181 pp. 757–64;
- Solidarietà, innovazione, impresa: la cooperazione ravennate, in Emilia-Romagna terra di cooperazione, a cura di A. Varni, Analisi, Bologna 1990, pp. 93–105.
- La prima amministrazione democratica a Ravenna 1889-1891, (in collaborazione con Sauro Mattarelli), in Padania, 1990, 7 pp. 215–48;
- Per un profilo storico delle classi dirigenti bolognesi, in Municipalità e borghesie padane tra ottocento e novecento, a cura di C. Sorba e S. Adorno, Angeli, Milano 1991, pp. 87–113;
- Nemici per la pelle: sogno americano e mito sovietico nell'Italia contemporanea, (cura), Angeli, Milano 1991;
- Sogno americano e mito sovietico nell'Italia contemporanea, ivi, pp. 15–67;
- Symbols and Objects: Americanism and Antiamericanism in Itaty, in Shaping Postwar Europe. European Unity and Disunity 1945-1957, a cura di P.M. Stirke e B. Willis, Pinter, London 1991, pp. 43–52;
- Istituto regionale per la storia della resistenza in Emilia-Romagna, Distretti, imprese, classe operaia; L'industrializzazione dell'Emilia-Romagna, (cura in collaborazione con V. Zamagni), Angeli, Milano 1992, Introduzione, ivi, pp. 7–28;
- Il treno della vita: un imprenditore bolognese fra fascismo e ricostruzione, ivi, pp. 425–69;
- Conselice: una comunità bracciantile tra ottocento e novecento, (cura in collaborazione con F. Cazzola), Longo, Ravenna 1991;
- Gli anni ottanta nel ravennate e l'eccidio di Conselice, ivi, pp. 29–59;
- I «signori della terra», in Italia contemporanea, 1991,182, pp. 104–10;
- Fascismi locali. Aspetti economici e territoriali del rapporto centro/periferia, in Italia contemporanea, 1991, 184, pp. 405–18;
- Archeologia industriale in Emilia, Romagna, Marche, (cura in collaborazione con G. Pedrocco), Pizzi, Milano 1991;
- Emilia, Romagna, Marche: problemi di storia industriale, ivi, pp. 25–38;
- Settori produttivi e distretti industriali dell'Emilia-Romagna, ivi, pp. 181–207;
- Il declino delle campagne, in Vita civile degli italiani, Electa, Milano 1991, pp. 28–43;
- Le organizzazioni padronali, in Storia dell'agricoltura italiana in età contemporanea. III. Mercati e istituzioni, Marsilio, Venezia 1991, pp. 669–732;
- La Società Agraria di Bologna nel novecento, in Istituto per la storia di Bologna, fra Studio politica economia: la Società Agraria di Bologna, Bologna 1992, pp. 225–71;
- «I lavora i fadiga i si guagâgna». Economia e società nella Romagna del novecento, in Padania, 1991, 9, pp. 28–64;
- Un percorso di ricerca, in Società e storia, 1992, 54, pp. 192–204;
- Le campagne forlivesi nell'età giolittiana, (in collaborazione con Massimo Lodovici), in Storia di Forlì. L'età contemporanea, Forlì 1992, IV;
- Le fabbriche del Duce. L'industria forlivese tra le due guerre, in Memoria e ricerca, 1993, 1, pp. 29–69.
- Braccianti e agrari negli anni dell'affermazione fascista. Argenta, in Natale Gaiba, l'antifascista dimenticato, a cura di F. Landi e L. Casali, Patron, Bologna 1993, pp. 57–78;
- La società attuale, in L'operazione storica. L'età contemporanea, a cura di A. De Bernardi e S. Guaracino, Edizioni scolastiche B. Mondadori, Milano 1993, pp. 700–887;
- Coordinamento e redazione voci Sezione storia americana, in Dizionario di storia e storiografia, Il Saggiatore, Milano 1993;
- Annali dell'Istituto Gramsci Emilia-Romagna, (cura), 1992-93, 1;
- Studi sull'agricoltura italiana. Società rurale e modernizzazione, (cura in collaborazione con A. De Bernardi), Annali Fondazione Giangiacomo Feltrinelli (1993), 1994, 29;
- Il «lungo addio». Una proposta interpretativa, ivi, pp. Xl-LVI;
- Declino della società rurale e industria diffusa nelle aree bracciantili padane, ivi, pp. 283–95;
- Il mito americano nell'Italia contemporanea, in I viaggi di Erodoto, 1994, 22, pp. 282–92;
- La cooperazione nell'età repubblicana: linee di ricerca, in L'associazionismo in Italia tra ottocento e novecento, in Il Risorgimento, 1994, 2-3, pp. 409–28;
- Il miracolo economico a Ravenna. Industrializzazione e cooperazione, (cura), Longo, Ravenna 1994;
- L'industrializzazione di Ravenna nel contesto romagnolo, ivi, pp. 11–48;
- Memorie e altri scritti di Nullo Baldini, (cura in collaborazione con E. Dirani), Longo, Ravenna 1995;
- L'eccezionalità della Padania bracciantile e i movimenti contadini in Europa, intervento-recensione a G. Crainz, Padania. Il mondo dei braccianti dell'Ottocento alla fuga dalle campagne, in Memoria e ricerca, 1994, 4;
- Ravenna e la Padania dalla Resistenza alla Repubblica, (cura in collaborazione con M. Ridolfi), Longo, Ravenna 1996;
- Un protagonista: Gino Gatta «Zalet», ivi, pp. 178–94;
- Economia ravennate e industrializzazione nel secondo dopoguerra, in Storia di Ravenna. V, L'età contemporanea, Marsilio, Venezia 1996, pp. 411–40;
- Il lavoro agricolo nell'area ravennate tra ottocento e novecento, in Storia e storie del lavoro, a cura di A. Varni, Rosenberg & Sellier, Torino 1997, pp. 131–58;.

### Pubblicazioni su Pier Paolo D'Attorre
- "Con la passione di un semplice cittadino" Pier Paolo D'Attorre sindaco di Ravenna. 1993-1997, a cura di Baravelli Andrea e Luparini Alessandro, Angelo Longo Editore collana Contemporanea n. 33, Ravenna 2009, pp. 204, 26.
- "Discorsi pubblici (1993-1997)", a cura di Orlandini Laura, Angelo Longo Editore collana  Contemporanea n. 40, Ravenna 2018, pp. 128, 23 il. col. e bn.